# Втомлені
«Втомлені» («Уставшие») — радянський художній фільм 1991 року, знятий режисерами Аделем Аль-Хададом і Раду Кріханом на студіях «Мосфільм» і «Дебют».

## Сюжет
У невеликій квартирі мешкають троє: він, вона та її бабуся. Під час його відсутності героїня вийшла заміж — і тепер зраджує то чоловіку, то коханцю.

## У ролях
- Олена Фадєєва — головна роль
- Павло Винник — головна роль
- Віталій Бабенко — головна роль
- Леонід Громов — роль другого плану
- Олександр Терешко — роль другого плану
- Ольга Шукшина — роль другого плану

## Знімальна група
- Режисери — Адель Аль-Хадад, Раду Кріхан
- Сценарист — Адель Аль-Хадад
- Оператори — Самуїл Кублановський, Віктор Шейнін
- Композитор — Олег Ладов
- Художник — Ірина Калашникова